# Baška Voda
Baška Voda [ˈbaːʃka ˈʋɔda] ist eine Ortschaft in der Gespanschaft Split-Dalmatien im Süden Kroatiens an der Adria.
Baška Voda zählt 2590 Einwohner (Volkszählung 2021) und befindet sich an der Makarska Riviera. Baška Voda besitzt einen Hafen.

## Geographie
Baška Voda liegt unter dem Biokovo-Gebirge, ungefähr 10 km nordwestlich von Makarska.

## Geschichte
Früher war das Dorf ein Fischer-, Bauern- und Handelsort, heute ist das Dorf ein Touristenort mit Kiefernwäldern und Stränden. 
Baška Voda wird erstmals 1688 urkundlich auf der Landkarte Coranelli unter Basca erwähnt. Eine frühere Besiedlung ist aufgrund der archäologischen Funde, die bis zur Bronzezeit zurückgehen, wahrscheinlich.
Der Ort ist aus einer kleinen Ortschaft, die um eine Trinkwasserquelle lag, entstanden. Die Bewohner des St. Ilija Bergkamms im Biokovo-Gebirge zogen im 18. Jahrhundert nach der Vertreibung der Türken nach Bast. Bast ist eine Siedlung der Gemeinde Baška Voda.

### Name
Der Name Baška-Voda stammt wohl ab von Biston, dem  mythischen Urvater der trakischen Stämme der Bistonen. Er galt als Sohn des Ares und der Göttin Kalyroja, der Beschützerin des Wassers. Symbole dieser Gottheiten sind in der Umgebung des Ortes zu finden.

## Bevölkerung
Laut der Volkszählung von 2011 hatte Baška Voda insgesamt 2775 Einwohner.

### Nationale Zusammensetzung
- 2669 Kroaten (96,8 %)
- 87 Sonstige (3,2 %)

#### Nach religiöser Zugehörigkeit
- 2526 Katholiken (91,7 %)
- 27 Muslime (1 %)
- 203 sonstige bzw. keine Angabe (7,3 %)

## Persönlichkeiten
- Mate Granić (* 1947), kroatischer Politiker und früherer Außenminister.
- Ivo Josipović (* 1957), Familie stammt aus Baška Voda

## Sehenswertes/Sonstiges
- Baška Voda hat historische Denkmäler und ein Museum. Die Grabstättendenkmäler tragen die Namen der 13 frühesten Einwohner von Baška Voda, sowie eines Jungen namens Ursin, der während eines Schiffbruchs ums Leben kam.
- Die um 1750 begonnene Kirche wurde 1869 umgebaut und dem St. Nikolaus geweiht. Es findet alljährlich ein bis zu 15 Kilometer langer Karfreitagsumzug und Festivitäten am Tag des Heiligen Nikolaus statt. Diese Pfarrkirche stammt aus dem Jahre 1763 namens Uznesenje Blažene Djevice Marije (Die Himmelfahrt der Jungfrau Maria)[1]
- Baška Voda besitzt ein Kloster für Schulschwestern des heiligen Franz von Assisi.[1]
- Die Bewohner beschäftigen sich mit Anbau von Wein, Oliven, Sauerkirschen, Feigen. Weitere Beschäftigungsarten sind das Fischereiwesen und der Tourismus.[1]
- Der Hauptstrand von Baška Voda heißt Nikolina.
- Baška Voda ist Sitz des Fußballvereins NK Urania.[4]

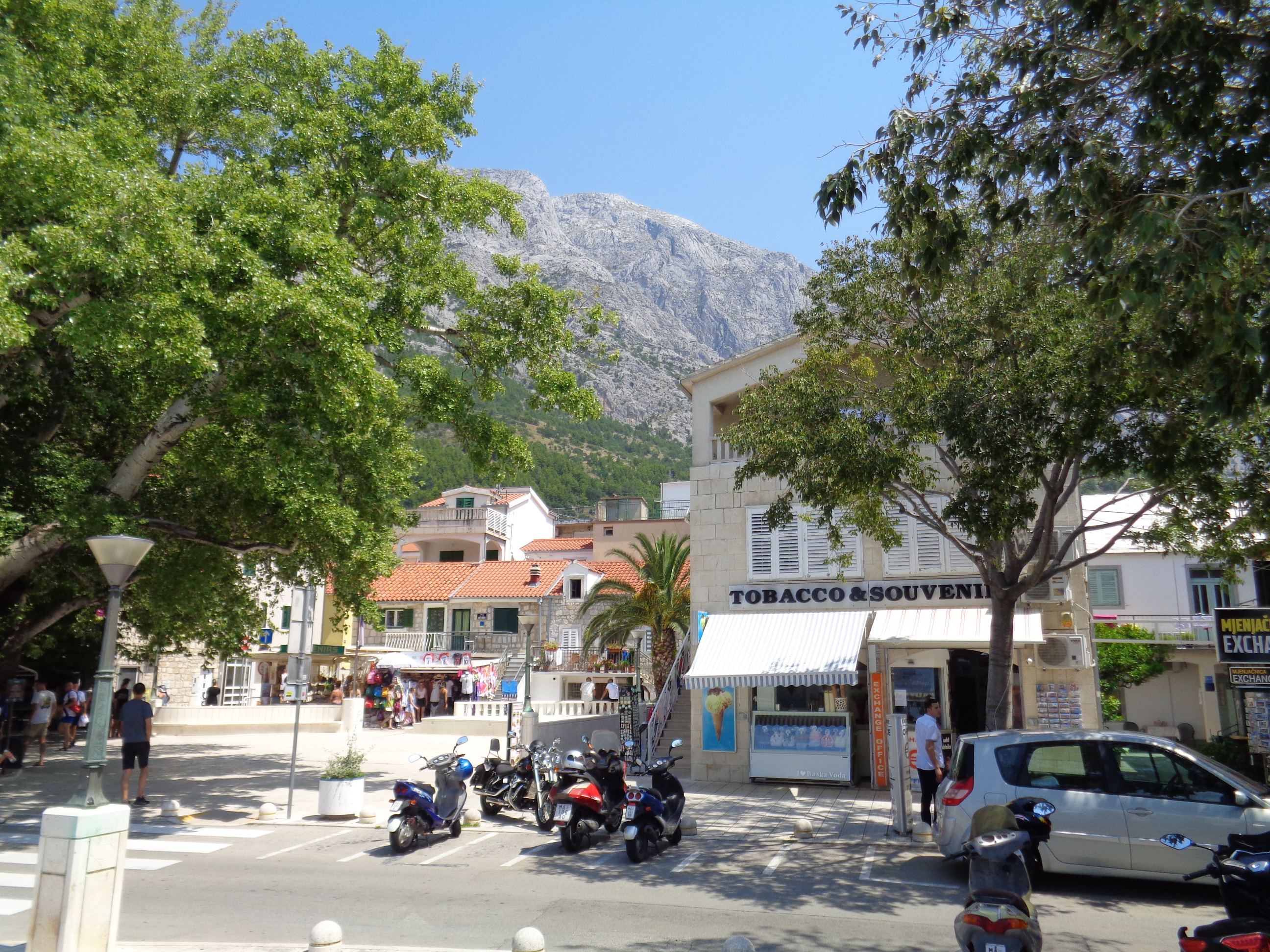
Ortsmitte
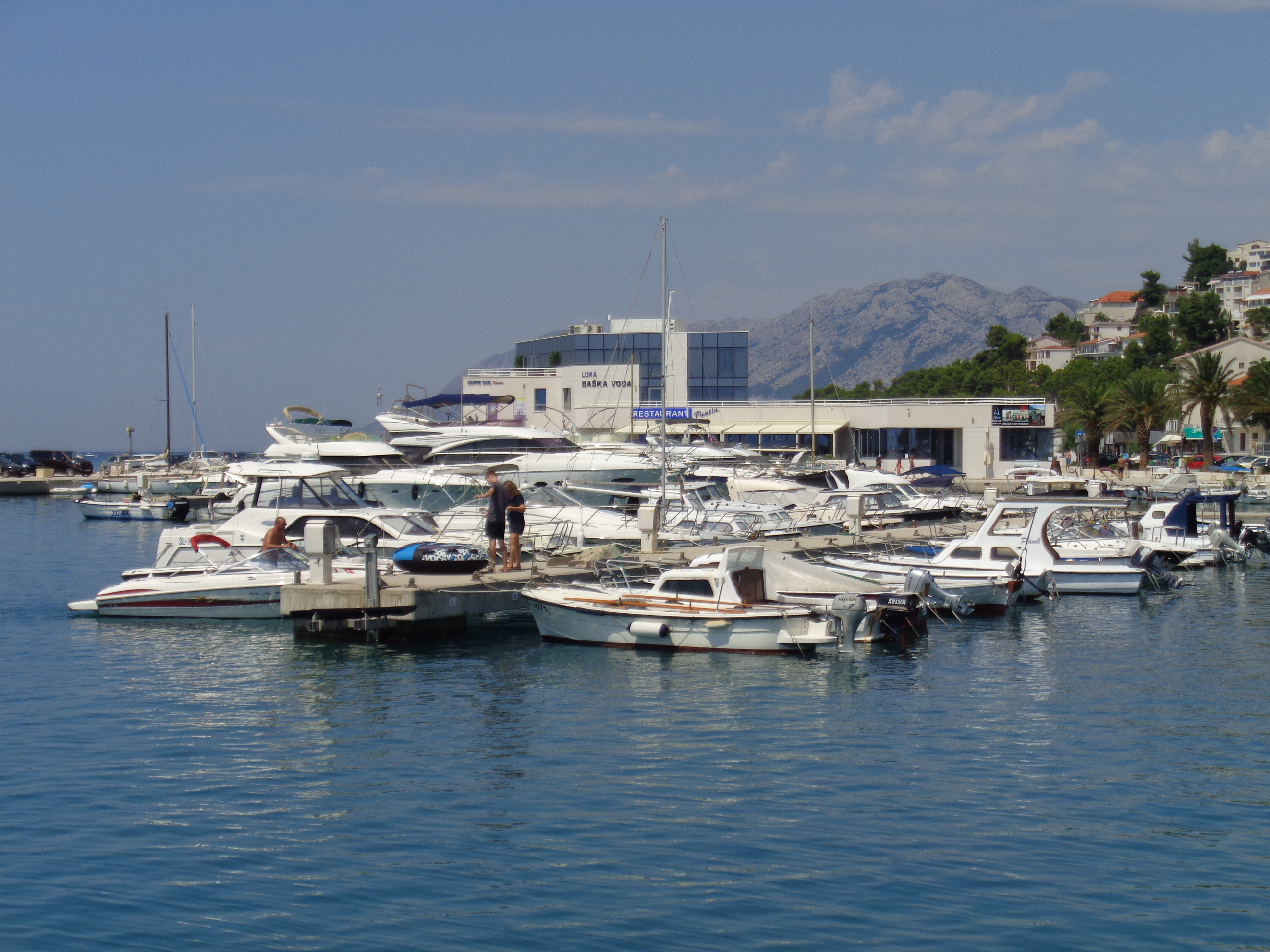
Hafen
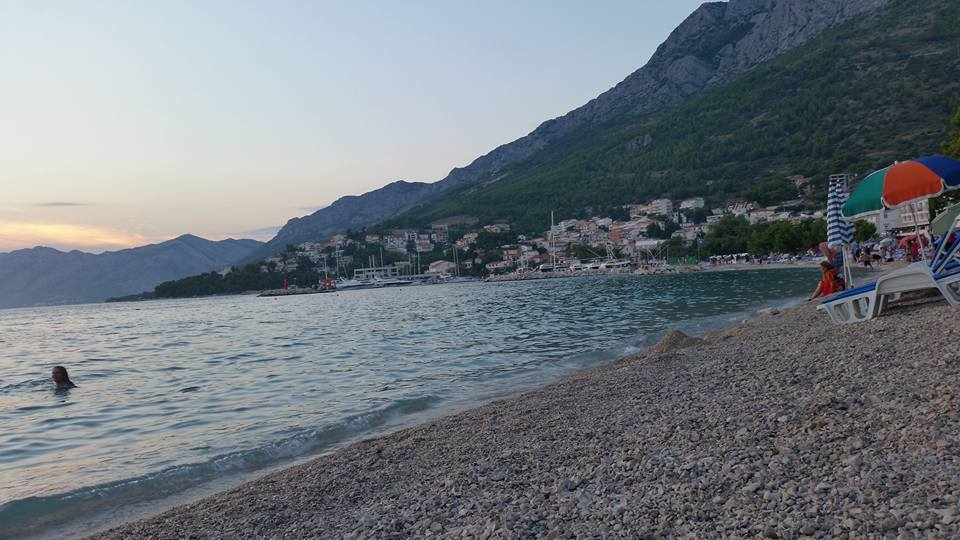
Strand in Baška Voda
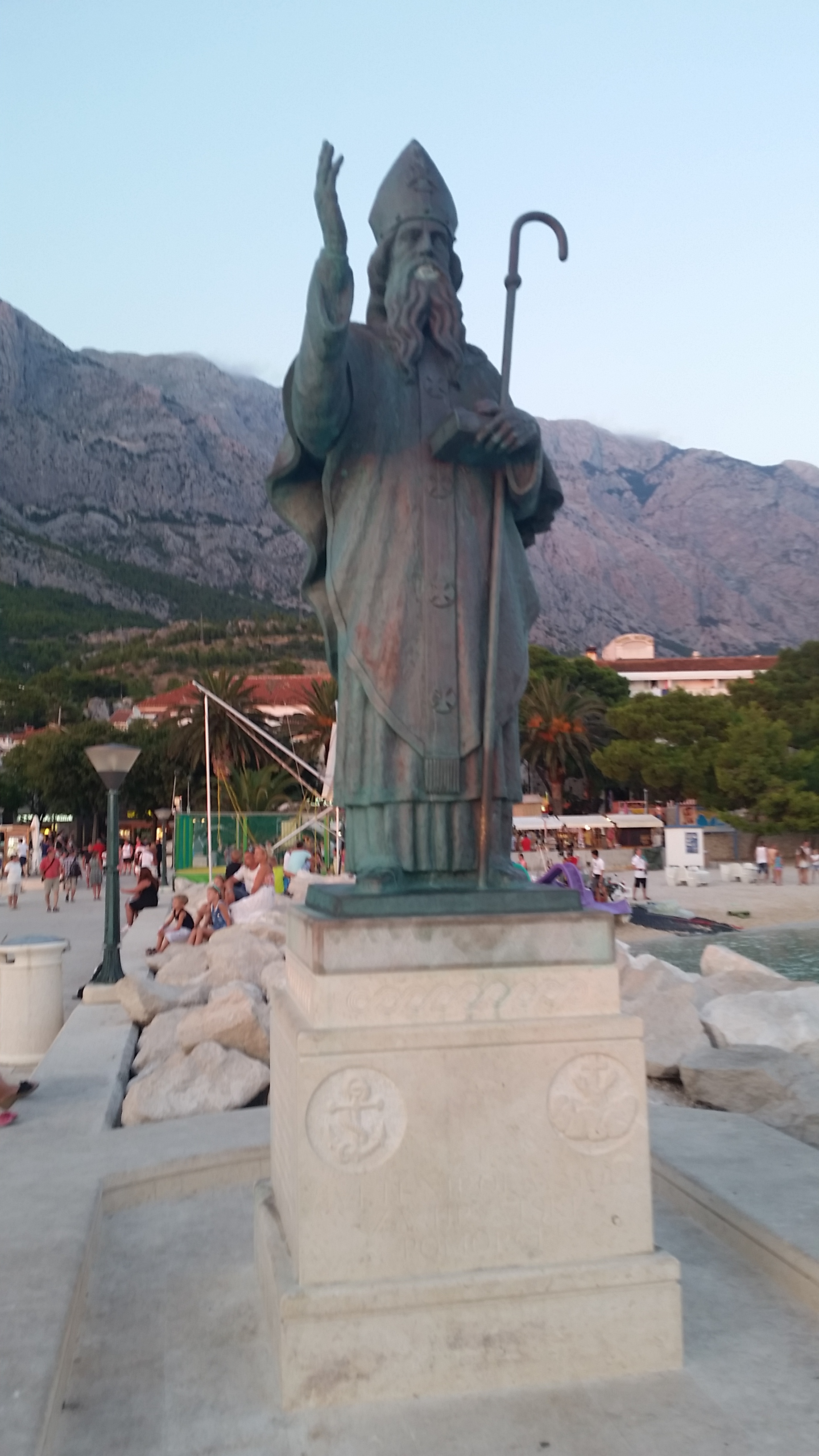
Statue des St. Nikolaus
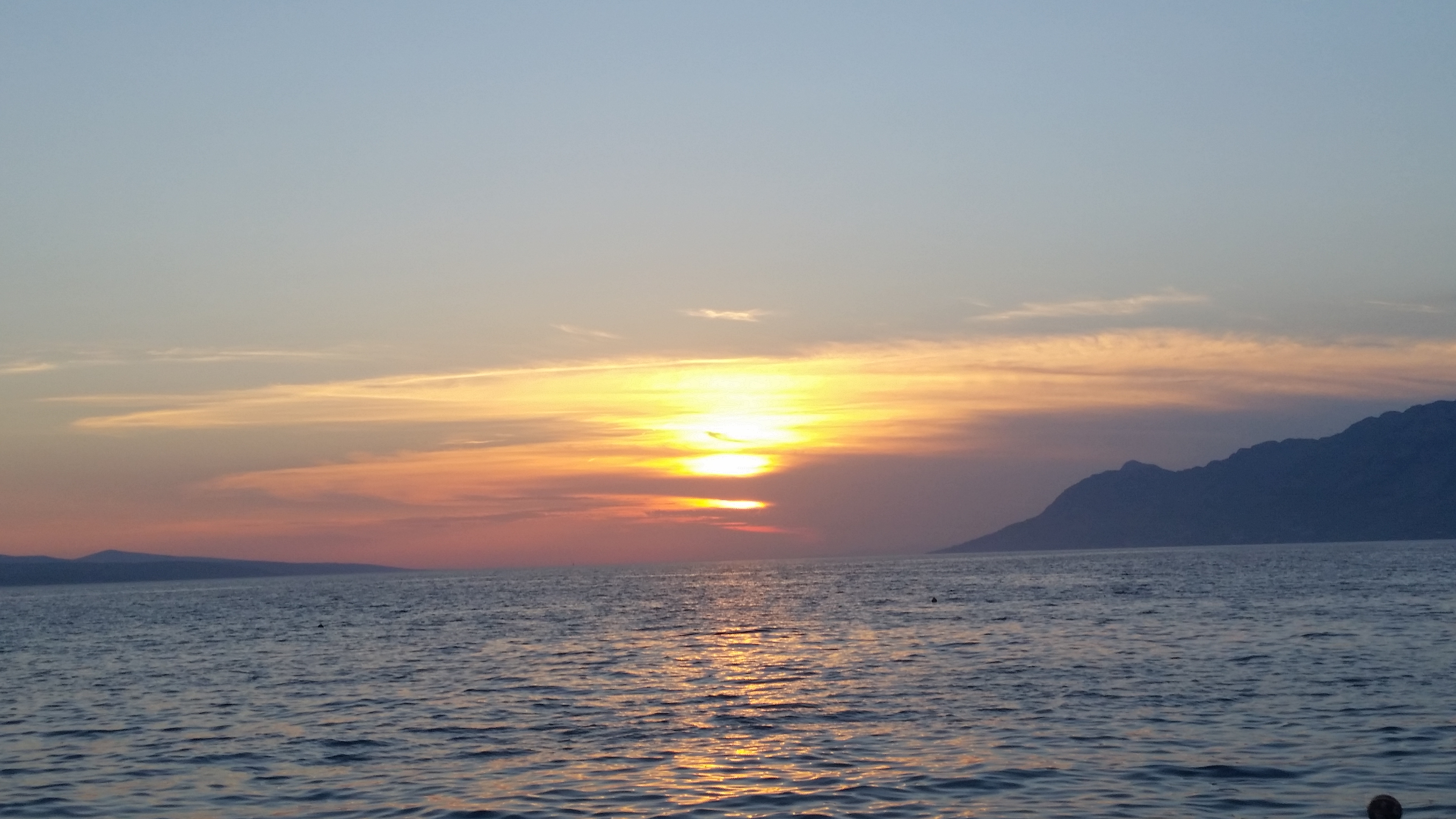
Sonnenuntergang in Baška Voda (2016)
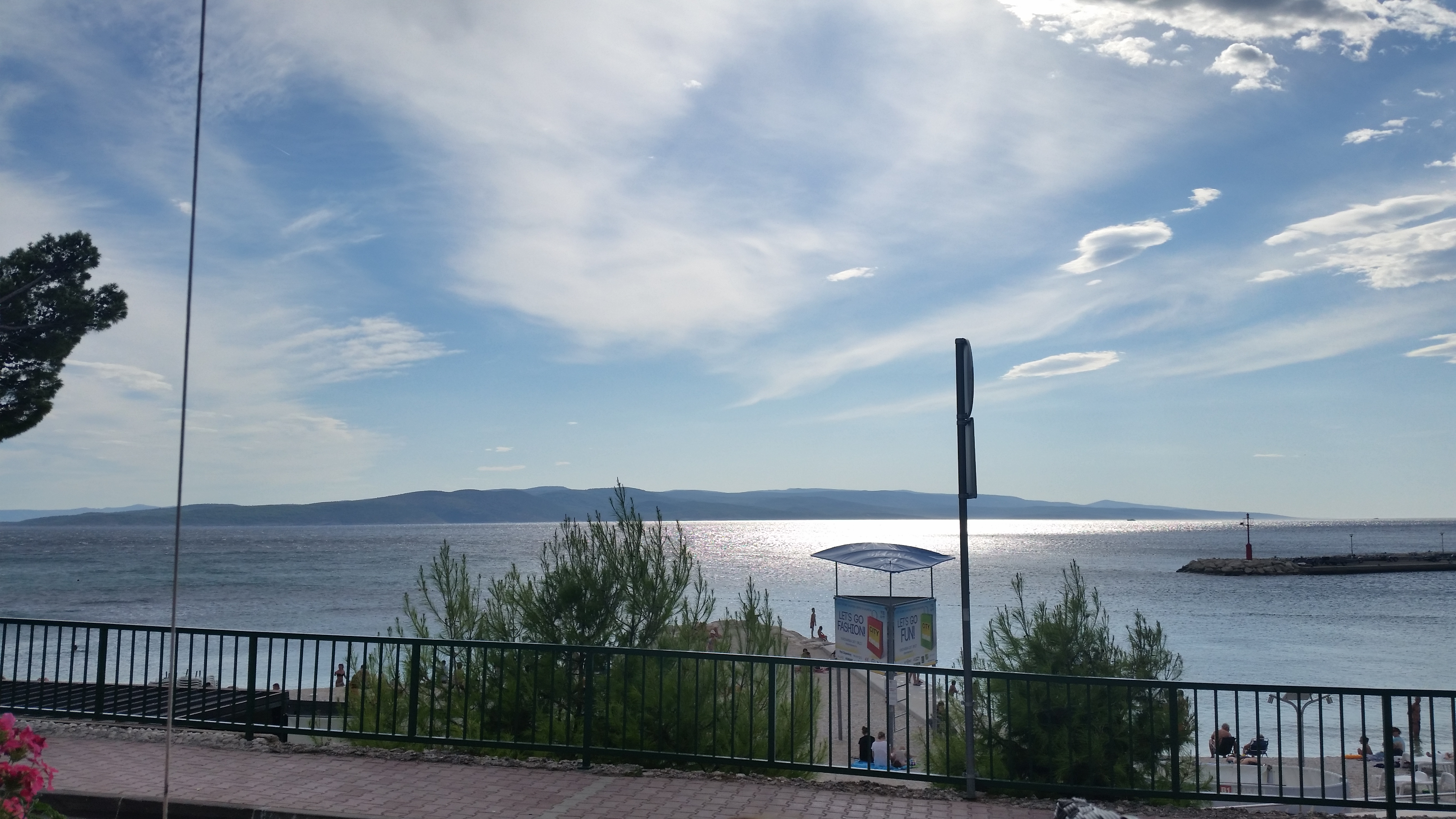
Ausblick auf den Strand von Baška Voda (2016)